# Aarhus SK/Skolerne
Aarhus SK/Skolerne – klub szachowy z siedzibą w Aarhus, mistrz Danii z 2010 roku.

## Historia
Klub powstał 12 czerwca 2007 roku przez fuzję dwóch klubów: założonego w 1903 roku Aarhus SK oraz powstałego w 1972 roku Skolernes SK. W założeniu nowy twór miał być czołowym klubem Danii, uczestniczącym w Pucharze Europy, a także mocno zaangażowanym w szkolenie młodzieży.
W pierwszym sezonie w Skakligaen zespół zdobył wicemistrzostwo kraju. Rok później Aarhus/Skolerne ponownie zajął drugie miejsce w mistrzostwach. W sezonie 2009/2010 klub zdobył mistrzostwo kraju. Podstawowymi zawodnikami drużyny byli wówczas: Karsten Rasmussen, Jan Sørensen, Rasmus Skytte, Tobias Christensen, Mads Boe, Finn Pedersen i Poul Rewitz. W 2012 roku szachiści klubu zajęli trzecie miejsce w lidze, a rok później zdobyli wicemistrzostwo. W 2019 roku ponownie zdobyto trzecie miejsce w lidze.

## Arcymistrzowie w historii klubu
- Pepe Cuenca[8]
- Jakob Vang Glud[7]
- Bjørn Møller Ochsner[9]